# Bácsfalva
Bácsfalva (románul: Bacea) falu Romániában, Erdélyben, Hunyad megyében.

## Fekvése
Az Erdélyi-szigethegység déli peremén, Dévától 24 km-re északnyugatra fekszik.

## Története
1468-ban Bachafalwa, 1505-ben Bachfalva néven említették. 1640-ben hat, a marosillyei uradalomhoz tartozó kenézt, tizenöt tehénpásztort és négy gyalog szabadost írtak össze benne. A 18. században a Bornemisza család birtoka volt, és sok tutajos lakta. Legnagyobb birtokosa 1909-ben Jósika Sámuelné volt. Lakói közül sokan 1945 és 1950 között telepesként bánáti sváb falvakba költöztek.

## Népessége
- 1900-ban 508 lakosából 500 volt román anyanyelvű és ortodox vallású.
- 2002-ben 371 lakosából 367 volt román nemzetiségű és ortodox vallású.

## Látnivalók
- Ortodox fatemploma a 18. században épült.